# ХТЗ-2511 (трактор)
ХТЗ-2511 (або Т-25ФМ, англ. HTZ 2511) — український колісний трактор, що випускається в різних модифікаціях на Харківському тракторному заводі з 1994 року і прийшла на заміну моделі Т-25Ф.

## Опис
Трактор призначений для міжрядного обробітку просапних культур, оранки легких ґрунтів в садах і теплицях, для роботи з косаркою, а також для дрібних транспортних робіт. Передні напрямні колеса зменшеного діаметра. Привід тільки на задні колеса.
Трактор комплектується двоциліндровим чотирьохтактним дизельним двигуном повітряного охолодження Д-120 потужністю 27 к.с.
Мінітрактор має механічну реверсивну коробку передач з 8 передніми і 6 задніми швидкостями і задній одношвидкісний незалежний вал відбору потужності. Поворот моделі виконується за допомогою зміни положення передніх коліс, що мають механічне управління.

## Модифікації
- ХТЗ-2511-04 — базова модель з каркасною кабіною і дизельним двигуном ВТЗ Д-120 об'ємом 2,08 л потужністю 27 к.с.[1]
- ХТЗ-2511-20 — модифікація ХТЗ-2511-04 тільки без кабіни
- ХТЗ-2511-09 — модифікація ХТЗ-2511-04 з додатковою установкою комунального обладнання «Борекс-1163-01» (щітка + відвал) або «ХЗСДКМ» (щітка + відвал).
- ХТЗ-2511-30 — модифікація ХТЗ-2511-04 з дизельним двигуном ВТЗ Д-120-90МК потужністю 32 к.с.
- ХТЗ-2410-02 — модифікація ХТЗ-2511-04 тільки без кабіни і китайським двигуном КМ385ВТ потужністю 25 к.с. (з 2013)
- ХТЗ-3510 — модифікація ХТЗ-2511-04 з дизельним двигуном Deutz F2L511 потужністю 35 к.с.[2] (з 1998)
- ХТЗ-3510-03 — модифікація з литовським дизельним двигуном Deutz F2L511 потужністю 35 к.с.[3]
- ХТЗ-3510-23 — модифікація з литовським дизельним двигуном Deutz F2L511 потужністю 35 к.с.
- ХТЗ-3511 — модифікація ХТЗ-2511-04 з дизельним двигуном LDW 1603 «Lombardini» потужністю 35 к.с.
- ХТЗ-3512 — модифікація ХТЗ-2511-04 з дизельним двигуном ММЗ-3LD потужністю 35 к.с. (в 2014 році модель оновили)
- ХТЗ-3521 — модифікація ХТЗ-3510 з дизельним двигуном Deutz F2L511 потужністю 35 к.с. і повним приводом
- ХТЗ-3522 — модифікація ХТЗ-3510 з дизельним двигуном Deutz F2L511 потужністю 35 к.с. і повним приводом
- ХТЗ-2511 Electro — дослідна модель з електричним двигуном виробництва китайської компанії Golden Motor.[4]
- ХТЗ-2511G — дослідна модель з дефорсованим двигуном МеМЗ-307 від ЗАЗ Sens потужністю 35 к.с., що може працювати на пропан-бутані.
- ХТЗ-Edison — дослідна модель з електричним двигуном виробництва компанії Nissan потужністю 35 к.с.[5], батарея 42 КВт, акумуляторні блоки від Nissan Leaf.